# Trichophyton kanei
Trichophyton kanei är en svampart som beskrevs av Summerb. 1987. Trichophyton kanei ingår i släktet Trichophyton och familjen Arthrodermataceae.   Inga underarter finns listade i Catalogue of Life.